# Braunau am Inn
Braunau am Inn – miasto powiatowe nad rzeką Inn, w północno-zachodniej Austrii, w kraju związkowym Górna Austria, siedziba powiatu Braunau am Inn. Leży około 90 km na zachód od Linzu, w pobliżu granicy z niemieckim krajem związkowym Bawaria. Po drugiej stronie rzeki znajduje się miasto Simbach am Inn. Liczba mieszkańców 1 stycznia 2015 roku wynosiła 16 380. Miejsce narodzin Adolfa Hitlera.

## Historia
Pierwsza wzmianka o mieście pochodzi z 810 roku. Prawa miejskie uzyskało w 1260 roku, będąc jednym z najstarszych miast w Austrii. Powstało ono jako forteca i ważny węzeł szlaków handlowych, głównie obsługując handel solą i ruch statków na rzece Inn. Miasto należało do Bawarii do czasu zawarcia pokoju cieszyńskiego, w 1779 roku oddane Austrii, ponownie kontrolowane przez Bawarię w latach 1809–1816.

## Zabytki

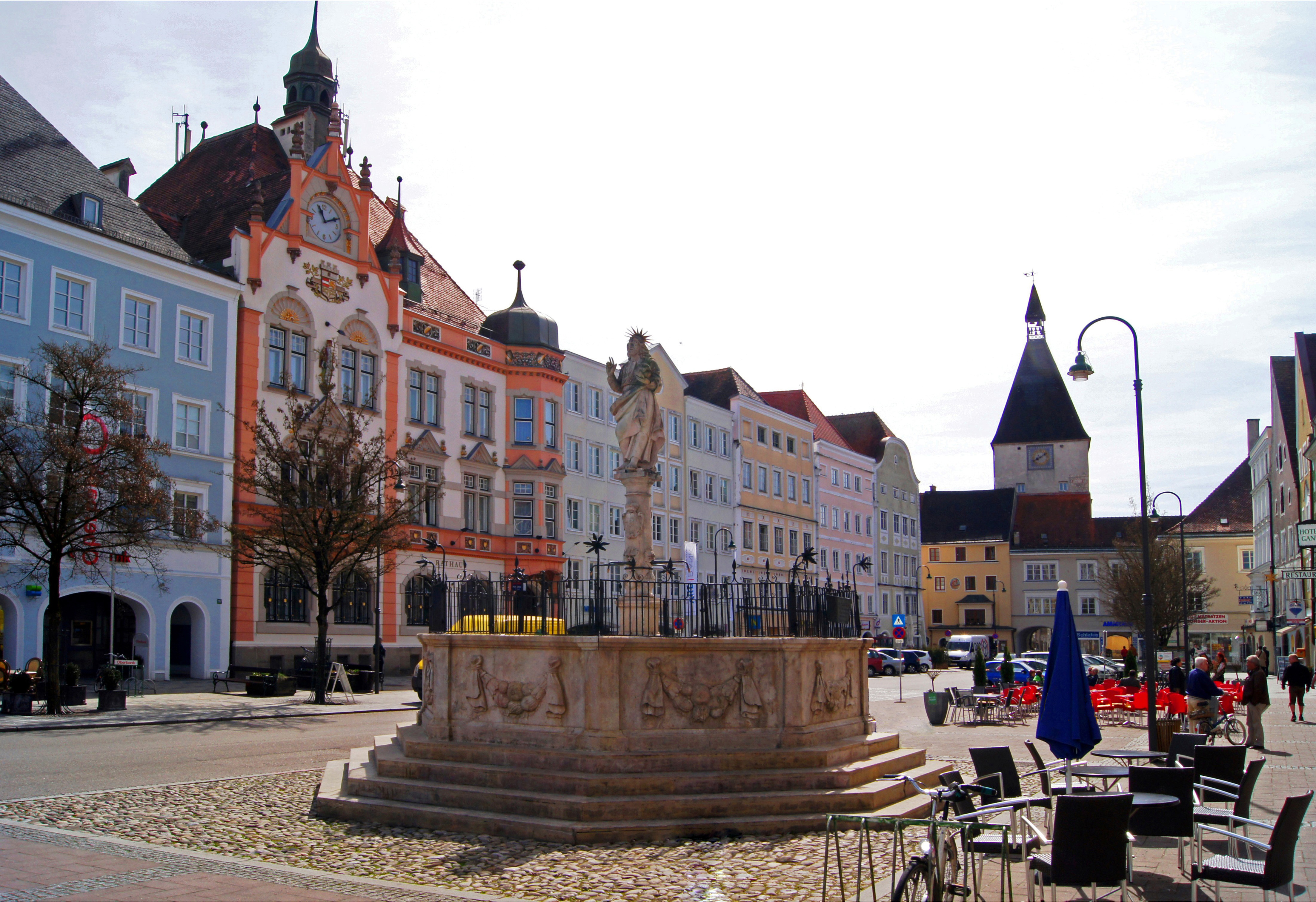
Fragment historycznego centrum Braunau am Inn

Do zabytków Braunau am Inn należy XV-wieczny kościół św. Szczepana z 87-metrową wieżą, ruiny zamku mieszczące muzeum, a także częściowo zachowane mury miejskie.

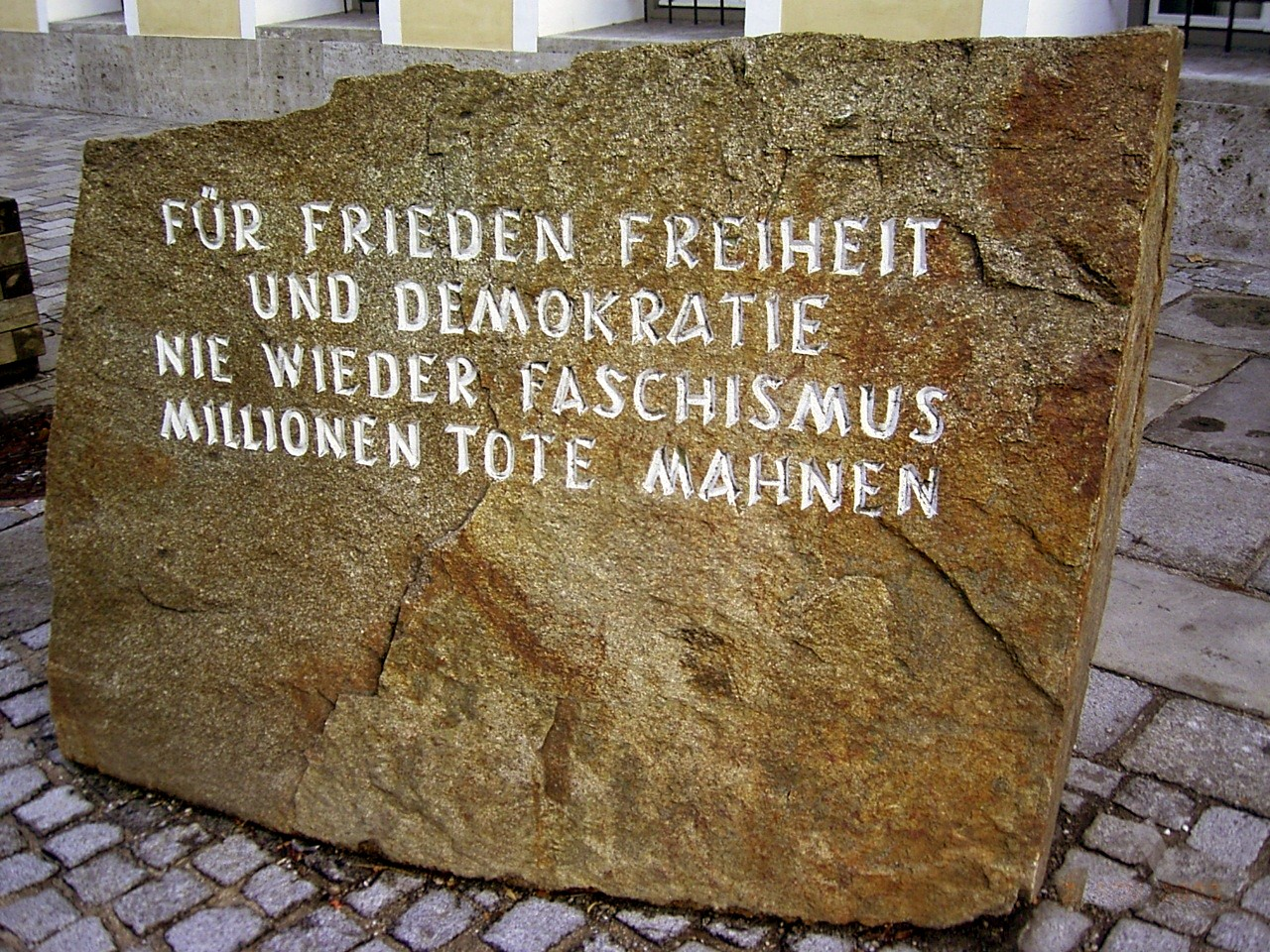
Kamień z inskrypcją przed miejscem narodzin Adolfa Hitlera. „Za pokój, wolność i demokrację. Nigdy więcej faszyzmu. Miliony zmarłych przypominają nam.”

## Gospodarka
W mieście rozwinął się przemysł elektroniczny, metalowy, drzewny i hutnictwo szkła.

## Transport
W mieście znajduje się stacja kolejowa Braunau am Inn.

## Sport
Miejscowa drużyna piłkarska FC Braunau gra w austriackiej pierwszej lidze.

## Urodzeni
W 1889 urodził się i mieszkał do 3. roku życia Adolf Hitler.

## Współpraca
Miejscowości partnerskie:
- El Castillo, Nikaragua
- Simbach am Inn, Niemcy